# Дворников, Борис Геннадьевич
Борис Геннадьевич Дворников (род. 23 ноября 1961, Свердловск, РСФСР, СССР) — советский и российский марафонец и тренер по лёгкой атлетике. Заслуженный тренер России (1992). Серебряный призёр Сурдлимпийских игр 1993 года. Мастер спорта России международного класса (1994).

## Биография
Родился 23 ноября 1961 года в Свердловске. Его отец — выдающийся легкоатлет начала 1960-х годов Геннадий Куприянович Дворников, обладатель всех высших наград Всемирных игр глухих. Во время учёбы в школе Борис занимался гимнастикой, плаванием и прыжками с шестом. В 1978 году увлёкся бегом, с 1979 по 1984 год занимался под руководством Владимира Ивановича Каменских.
В 1981 году после окончания Свердловского электромеханического техникума был распределён на работу на завод «Уралэлектротяжмаш» им. В. И. Ленина, где стал инструктором по спорту и организовал легкоатлетическую секцию при ДК Свердловского областного отделения Всероссийского общества глухих. В 1985 году перешел на работу в Турбомоторный завод, тренировался у Эдуарда Петровича Чукреева.
С 1985 года является старшим тренером по группе выносливости сборной команды СССР, РСФСР и России.
В 1992 году стал работать в ДЮСШ № 19 Орджоникидзевского района Екатеринбурга. Позже зарегистрировал общественную организацию «Реабилитационный центр инвалидов по слуху „Ритм“». В 1997 году был избран президентом регионального отделения Российского спортивного союза глухих.
Наибольших успехов среди его воспитанников добились:
- Артём Арефьев — трёхкратный чемпион Паралимпийских игр (2004, 2008)[4];
- Лариса Жукова — чемпионка и призёр Сурдлимпийских игр (1989, 1993, 1997), семикратная чемпионка Европы, многократная чемпионка СССР и России, рекордсменка мира и России;
- Вячеслав Новоселов — бронзовый призёр Сурдлимпийских игр (1989, 1993);
- Иван Скурихин — бронзовый призёр Сурдлимпийских игр (1997, 2001), неоднократный призёр Европы, чемпион и рекордсмен России;
- Наталья Дьякова — серебряный и бронзовый призёр Сурдлимпийских игр (1997);
- Павел Уханов — чемпион и призёр Сурдлимпийских игр (2001).
- Дарья Гайнетдинова - Заслуженный мастер спорта по лёгкой атлетике; Рекордсменка Мира среди юниоров в беге на 5000 м и 10000 м; Рекордсменка Мира среди юниоров в беге на 5000 м и 10000 м; Рекордсменка России в марафонском беге и в беге на 2000 м с препятствиями; участница XIX Сурдлимпийских игр, 2001, Рим; Серебряный и бронзовый призёр XXI Сурдлимпийских игр, 2009, Тайбей; Чемпионка, серебряный и бронзовый призёр XXII Сурдлимпийских игр, 2013, София; Чемпионка Мира в марафонском беге, 2008; Серебряный призёр Чемпионата Мира среди глухих, 2008, Турция; Двухкратная чемпионка Европы, 2007, София; Чемпионка и двукратный призёр Чемпионата Европы по легкоатлетическому кроссу, 2006, Португалия; Бронзовый призёр III Зимнего чемпионата Европы, 2008, Италия; Чемпионка Европы по легкоатлетическому кроссу, 2010, Румыния; Многократная чемпионка и призёр Чемпионатов России.

## Награды и звания
- Почётное звание «Заслуженный тренер России» (1992).
- Нагрудный знак «Отличник Всероссийского общества глухих» (2000).
- Нагрудный знак «Отличник физической культуры и спорта» (2001).
- Почётное звание «Заслуженный работник физической культуры Российской Федерации» (2007)[5].
- Орден Дружбы (2010)[6].